# Rock Point (Arizona)
Rock Point es un lugar designado por el censo ubicado en el condado de Apache en el estado estadounidense de Arizona. En el Censo de 2010 tenía una población de 642 habitantes y una densidad poblacional de 28,91 personas por km².

## Geografía
Rock Point se encuentra ubicado en las coordenadas 36°43′5″N 109°37′33″O / 36.71806, -109.62583. Según la Oficina del Censo de los Estados Unidos, Rock Point tiene una superficie total de 35.74 km², de la cual 35.74 km² corresponden a tierra firme y (0%) 0 km² es agua.

## Demografía
Según el censo de 2010, había 642 personas residiendo en Rock Point. La densidad de población era de 28,91 hab./km². De los 642 habitantes, Rock Point estaba compuesto por el 0.78% blancos, el 0% eran afroamericanos, el 97.2% eran amerindios, el 0.78% eran asiáticos, el 0% eran isleños del Pacífico, el 0.31% eran de otras razas y el 0.93% pertenecían a dos o más razas. Del total de la población el 1.71% eran hispanos o latinos de cualquier raza.